# Cámara de la Asamblea de Barbados
La Cámara de la Asamblea (en inglés: House of Assembly) es la cámara baja del Parlamento bicameral de Barbados. Está compuesta por 30 escaños, los cuales son directamente elegidos por voto popular por medio de escrutinio mayoritario uninominal, con el país dividido en treinta circunscripciones, representadas por un miembro del Parlamento cada una. La legislatura dura cinco años, tiempo a partir del cual el Parlamento quedará disuelto y se convocará a elecciones generales, siempre y cuando los comicios no se vean anticipados. La Cámara de la Asamblea se reúne aproximadamente entre 40 y 45 días al año.
El partido o coalición que logre la mayoría de escaños en la Cámara de la Asamblea formará gobierno, con su líder asumiendo como primer ministro. Al miembro de la Cámara que encabece formación opositora más grande le corresponde el cargo de Líder de la Oposición. Tras las últimas elecciones, celebradas en 2018, el Partido Laborista de Barbados obtuvo todos los escaños, asumiendo Mia Mottley como primera ministra. Joseph Atherley, quien fue originalmente elegido como candidato del BLP, abandonó el partido después de los comicios para asumir como Líder de la Oposición, estableciendo el Partido del Pueblo por la Democracia y el Desarrollo (PdP).
La sala de reuniones de la Cámara de la Asamblea de Barbados está ubicada en el ala este de The Public Buildings en Broad Street, en Bridgetown, capital del país. El Presidente de la Cámara se convierte en el trigésimo primer miembro cuando hay un empate en la votación.